# Nemîrivka, Korosten
Nemîrivka (în ucraineană Немирівка) este un sat în comuna Sînhaii din raionul Korosten, regiunea Jîtomîr, Ucraina.
Localitatea face parte din regiunea istorică Volânia, iar după tratatul de pace de la Riga din 1921 a devenit parte a Uniunii Sovietice.

## Demografie
Componența lingvistică a localității Nemîrivka
     Ucraineană (100%)
Conform recensământului din 2001, toată populația localității Nemîrivka era vorbitoare de ucraineană (100%).